# Mariette Rombout
Mariette Rombaut is de eerste vrouwelijke adjunct-commissaris bij de politie in België.

## Biografie
Mariette Rombaut is geboren en getogen in Sint-Niklaas, en woont al  heel haar leven in de Koningin Elisabethlaan, eerst met haar ouders en zus in het ouderlijk huis, nadien met haar eigen gezin aan de overkant. 
Mariette Rombaut  studeerde rechten aan de Rijksuniversiteit te Gent en behaalde daar haar diploma van doctor in de rechten op 4 juli 1956. Haar vader was treinwachter bij de spoorwegen en haar moeder huisvrouw. In die tijd was het uitzonderlijk dat een meisje uit een gewoon milieu naar de universiteit mocht en kon gaan. Zij studeerde in een studiejaar waarin er slechts twee rijen vrouwelijk studenten plaats namen vooraan in de aula. Vrouwelijke studenten waren in de grote minderheid.
Tijdens de chaos en de wederopbouw na de Tweede Wereldoorlog werd de samenleving geconfronteerd met armoede, opvoedingsproblemen en alcoholisme binnen gezinnen, en problemen bij de jeugd. Door haar interesse voor deze problematiek, trok Mariette na haar studies naar Nederland, Engeland en Duitsland om de aanpak van jeugdproblemen bij verschillend politiekorpsen te onderzoeken. In Duitsland maakte zij kennis met de vrouwelijke politie. De Engelse bezettingsoverheid riep een eenheid in het leven die was samengesteld uit een deel Engelse en een deel Duitse vrouwen. Deze eenheid bleef ook bestaan, nadat de Engelse vrouwelijke politie terug naar huis keerde. In die tijd was men ervan overtuigd dat jeugdbescherming hoofdzakelijk de taak was voor vrouwen. 
In april 1957 werd zij door burgemeester De Vidts aangeworven als politie-inspecteur, belast met de kinder-en jeugdbescherming in Sint-Niklaas.
Op 1 juli 1958 werd zij benoemd tot adjunct-commissaris, en werd zij de eerste vrouw in België die deze functie bekleedde. Zij werkte moederziel alleen op een terrein, waar alles nog moest ontwikkeld worden. Dit binnen een industriestad, met textielfabrieken, weverijen en spinnerijen, waar tientallen jonge meisjes te werk gesteld werden die pas de lagere school of de eerste twee jaren van de vakschool verlaten hadden. Voor deze jonge vrouwen waren de werkomstandigheden niet veilig.  
Mariette organiseerde tijdens de eerste jaren van haar tewerkstelling voorlichtingsvergaderingen voor veertienjarigen, om hen weerbaar te maken in de omgang met jongens en weerbaar te maken op het werk.  Zij bezocht tijdens haar eerste werkjaar alle scholen in Sint-Niklaas, om te vertellen over de problematiek waar meisjes mee te kampen hebben. Als zij jongeren op haar bureau kreeg,  ging zij na schooltijd zelf met de ouders praten. Spreken met de ouders, hen wijzen op hun verantwoordelijke rol als ouders, bemiddelen bij conflicten, vond zij een kernopdracht binnen haar opdracht. Omdat zij toegankelijk wilde zijn in de gesprekken, en autoriteit vooral wilde bereiken door haar communicatiestijl droeg zij haar uniform slechts bij officiële gelegenheden. 
Zij zette zich in voor het verwezenlijken van een verkeerspark, waar kinderen les krijgen om zich veilig in het verkeer te begeven. 
Zij zette samen met directies en leerkrachten van scholen een systeem op, om schoolverzuim terug te dringen. Schoolverzuim moet door de school bij de politie gemeld worden. In de beginperiode ging zij zelf of haar maatschappelijke assistente  poolshoogte nemen in het gezin. Deze aanpak drong het schoolverzuim grotendeels terug.
Jongeren die zich schuldig maakten aan overlast, kleine delicten, nodigde zij persoonlijk uit voor een correctiegesprek. Ook hun ouders nodigde zij uit. Deze aanpak zorgde ervoor dat de problemen niet verder uit de hand liepen. Dit heeft zij vol gehouden tot het einde van haar loopbaan. Zij was hierin een pionier. 
Zij was ervan overtuigd dat het een meerwaarde was dat deze functie door een vrouw bekleed werd. Van in het begin werkte zij samen met een maatschappelijk werkster. Gedurende haar hele loopbaan heeft zij de werking van haar dienst afgestemd op de veranderende samenleving, met iedere keer andere uitdagingen, zoals alcohol en drugmisbruik bij jongeren, schoolverzuim, spijbelen, geweld. 